# Mitsubishi Eclipse Cross
O Mitsubishi Eclipse Cross é um utilitário esportivo crossover de porte médio produzido pela Mitsubishi Motors desde 2017. A versão de produção foi apresentada no Salão Internacional do Automóvel de Genebra em março de 2017. Atualmente o veículo é fabricado no Japão.